# 廉政公署

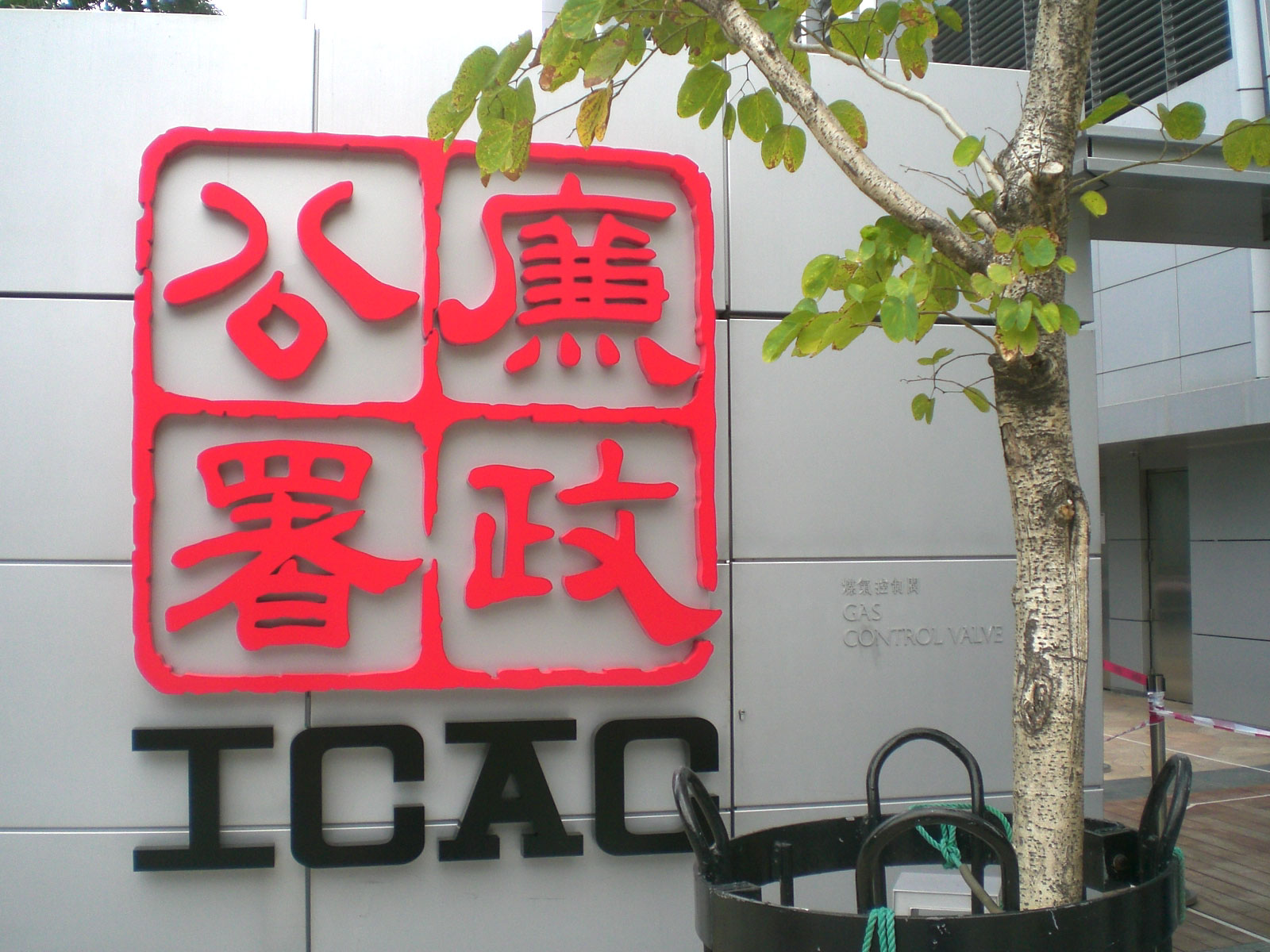
廉政公署のロゴタイプ

廉政公署（れんせいこうしょ、Independent Commission Against Corruption，ICAC, 廉署）は1974年に発足した香港の汚職捜査機関である。

## 概要

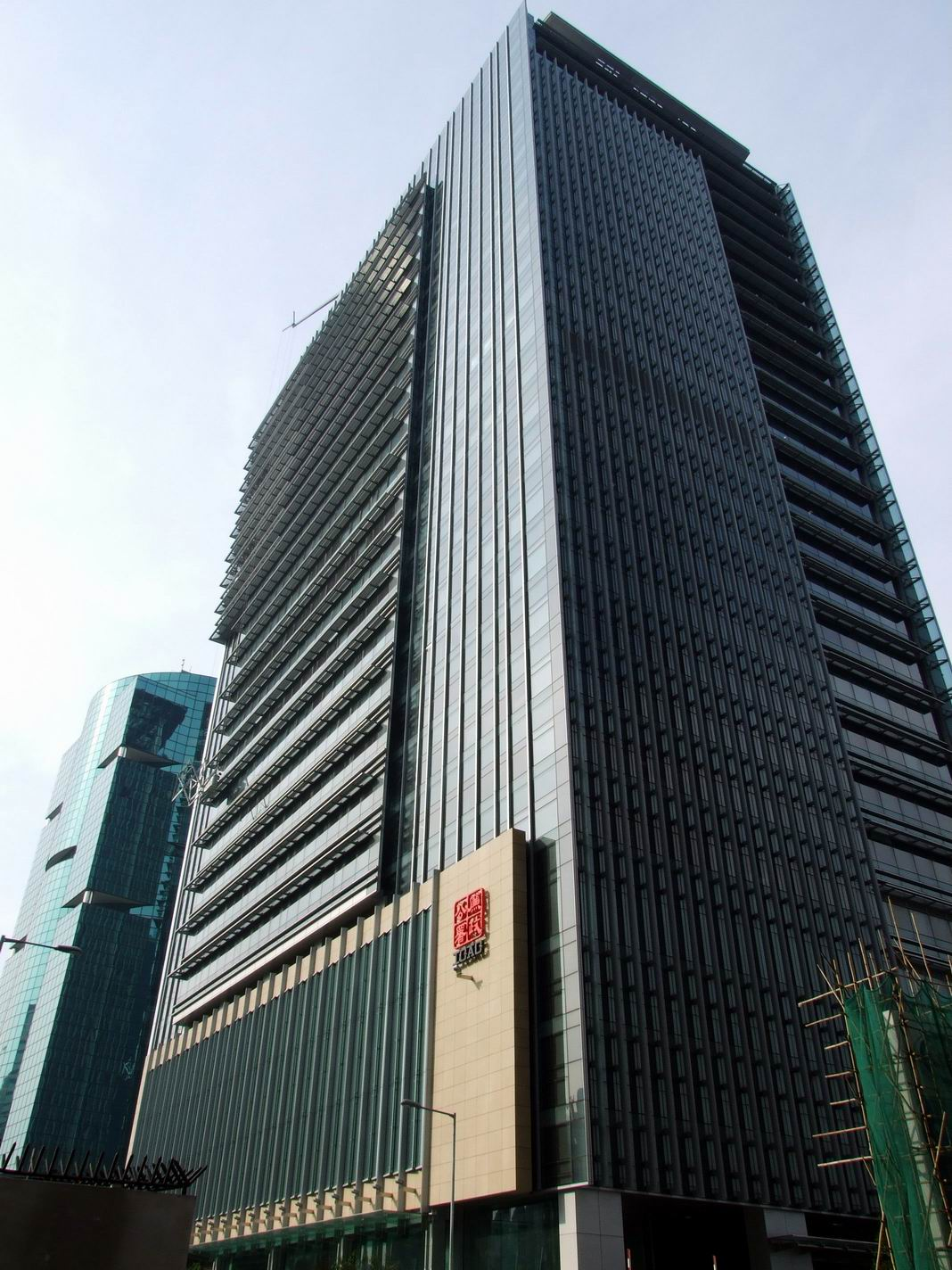
廉政公署があるビル

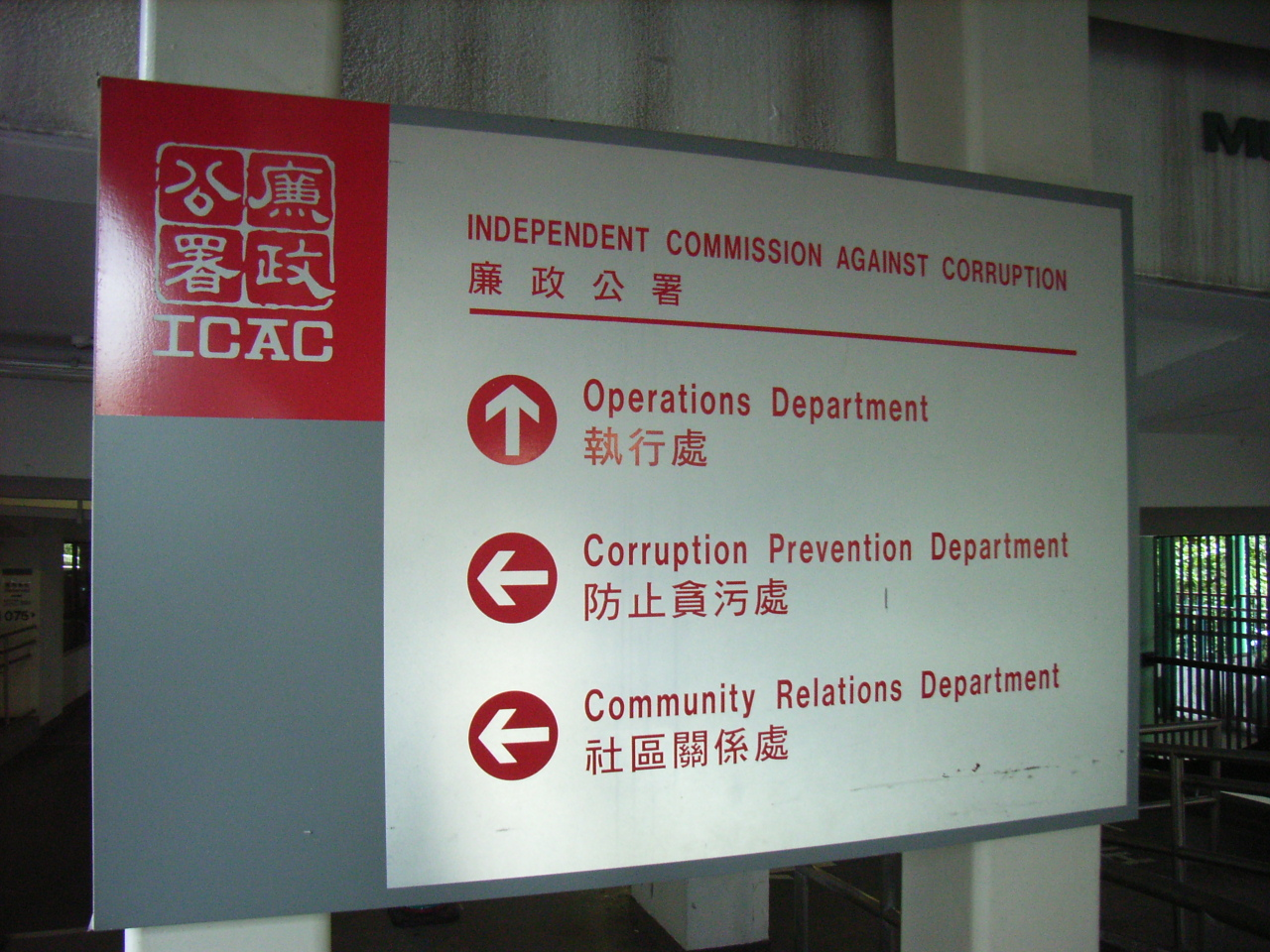
廉政公署があるビルの案内板

返還前は「総督特派廉政専員公署」と呼称された。長官は廉政専員である。局長と同様に行政長官が指名し、中央政府が任命する。廉政公署は政府部門の一つだが、行政長官（返還前は総督）に対して直接責任を負う。
公務員などの公職による汚職や不正のほか、経営者の同意があれば民間企業における背信行為に関する捜査・取り締まりも行う。捜査は市民からの通報・密告のほか、廉政公署独自の判断で行われる。被疑者の逮捕や必要時の武器携帯も認められており、警察の協力なしに起訴まで持ち込めるのが特色である。

## 設立の経緯
1970年代以前は警察官の汚職が日常茶飯事であり、警察内部に汚職取り締まり部門を設けたが、警察による自浄作用は十分機能しなかった。そのため警察と対峙する形で独立した汚職取り締まり機関が必要とされたのである。
廉政公署の成立は1973年に発覚した英国籍の警察官ピーター・F・ゴッドバーによる汚職がきっかけであった。ゴッドバーは430万香港ドルを持ち出して、香港からの出境禁止にもかかわらず、イギリスへの逃亡に成功した。しかし警官としては多額の財産があることが不自然であることしか判明しておらず、当初イギリス本国での逮捕はできなかった。このことは香港市民の反感を買い、抗議デモが起こった。そこで当時のマクレホース総督は調査委員会を設け、同委員会の提言にもとづいて廉政公署の設立を立法局で審議・可決させた。その後まもなく収賄罪で収監中の同僚による証言からゴッドバーの罪状が解明され、ゴッドバーは逮捕のうえ1975年に香港に移送された。
ただ廉政公署による厳しい取り締まりに対する警察官の反発も大きかった。1977年には警官による抗議デモが廉政公署前で行われた。そのため過去の比較的軽い賄賂は不問とすることで妥協がなされた。